# Kuloj (affluente della Vaga)
Il Kuloj (in russo Куло́й?) è un fiume della Russia europea settentrionale (Oblast' di Vologda e di Arcangelo), affluente di destra della Vaga.

## Descrizione
Ha origine dal lago Sondužskoe, situato in una zona paludosa nella parte centrale della oblast' di Vologda, a nord-ovest della città di Tot'ma. Il fiume si dirige dapprima verso nord-est in un paesaggio piatto e coperto dalla foresta boreale, poi svolta verso nord per quasi tutto il suo corso, nell'ultimo tratto scorre verso ovest. Nel medio corso tocca molti piccoli insediamenti, mentre il centro urbano omonimo sorge in realtà a qualche chilometro dalle sue sponde, non lontano dalla sua foce nella Vaga a 369 km dalla foce, a sud-est di Vel'sk. Ha una lunghezza di 206 km, il suo bacino è di 3 300 km².
Il suo maggior affluente è la Kolen'ga (lungo 150 km) proveniente dalla destra idrografica. Il fiume è gelato da fine ottobre - novembre fino alla fine di aprile - primi di maggio.